# Nokia 7370
Nokia 7370 — стільниковий телефон фірми Nokia, представлений у жовтні 2005 року. Він був частиною модної колекції компанії L'Amour і випускався у двох кольорах: кавово-коричневий (Coffee Brown) і теплий бурштиновий (Warm Amber). Відноситься до лінійки телефонів «мода і стиль». Має поворотний механізм, 1,3 Мпікс камеру з 8-кратним цифровим зумом, повноекранним режимом зйомки в горизонтальній орієнтації і окремою кнопкою пуску, має можливість використання відеокліпів як сигнал визову, стерео FM-радіо і вбудовані динаміки з підтримкою об'ємного стереозвучання, а також мобільний XHTML-браузер.

## Характеристики
Розмір телефону 88х43х23 мм, а вага — 104 грам. У закритому стані екран перевернутий, при розкритті він займає нормальне положення. Телефон має механізм автоматичного розкриття (assisted mechanism), завдяки якому достатньо штовхнути половинку і апарат сам розкриється, при цьому відкриття відбувається в будь-якому з напрямків, але закрити апарат можна тільки в той же бік. Відсутність на зовнішній стороні телефону керуючих елементів не дозволяє читати повідомлення без його розкриття або працювати. Говорити можна лише у розкритому стані, мікрофон знаходиться внизу. Відкриття апарата автоматично починає розмову за аналогією зі слайдерами. Задня частина верхньої половинки має металеву пластину, вона захищає дисплей від механічних впливів, коли апарат розкритий. Однотонний колір корпусу урізноманітнюється вставкою сріблястого кольору, що йде по боках. Із зовнішніх клавіш доступна кнопка Камери (знімати можна не розкриваючи апарат) плюс кнопка ввімкнення/вимкнення. З іншого боку спарена клавіша регулювання гучності. На нижньому торці (у закритому стані він зверху) знаходиться стандартний інтерфейсний роз'єм Pop-Port, тут же роз'єм для зарядного пристрою. Також на задній панелі знаходиться дзеркальце та об'єктив 1.3 мегапіксельної камери.
Дисплей моделі TFT, відображається до 262000 кольорів і має роздільну здатність 240х320 пікселів (31х40 мм). На екрані міститься до 10 рядків тексту плюс статусний рядок і підписи до софт-клавіш. Для окремих функцій меню є застосування зуму, всього є три градації розміру шрифту. Клавіатура в телефоні середня за розмірами, клавіші розташовуються впритул один до одного. Кнопки мають різну висоту, в центрі вони підняті, навколо кнопки 5 є невелике заглиблення, що дозволяє працювати навіть не дивлячись на кнопки. Навігаційна клавіша чотирипозиційна, до неї вписана кнопка ОК. Підсвічування клавіатури білого кольору.
Акумулятор літій-іонний ємністю 840 мАч (BL-4B). За заявою виробника акумулятор здатний забезпечити до 270 годин роботи в режимі очікування та до 4 годин роботи в режимі розмови. Час заряджання акумулятора дорівнює 1.5 годин.
Камера розташована на задній стороні корпусу над акумуляторним відсіком. Вона облямована ледь помітною тоненькою синьою смужкою — в тон ярличку та зовнішнім кнопкам. Поруч на акумуляторній кришці розташоване дзеркальце для автопортретів на одній металевій вставці з лейблом Nokia. Камера активується через меню або спеціально призначеною для цього кнопкою на правому боці.